# سانتیاگو پاز
سانتیاگو پاز (انگلیسی: Santiago Paz؛ زادهٔ ۶ اکتبر ۱۹۹۶) بازیکن فوتبال اهل آرژانتین است.